# Lázaro Cárdenas, Campeche
Lázaro Cárdenas är en ort i Mexiko.   Den ligger i kommunen Champotón och delstaten Campeche, i den östra delen av landet, 900 km öster om huvudstaden Mexico City. Lázaro Cárdenas ligger 40 meter över havet och antalet invånare är 295.
Terrängen runt Lázaro Cárdenas är platt. Runt Lázaro Cárdenas är det glesbefolkat, med 11 invånare per kvadratkilometer. Närmaste större samhälle är Aquiles Serdán, 16,4 km väster om Lázaro Cárdenas. I omgivningarna runt Lázaro Cárdenas växer i huvudsak lövfällande lövskog.